# 白川澄子
白川 澄子（しらかわ すみこ、1935年6月26日 - 2015年11月25日）は、日本の声優、女優。
『サザエさん』の中島弘役、『ドラえもん（テレビ朝日版第1期）』の出木杉英才役など、アニメ黎明期より端正な少年役を演じて長期レギュラー出演していた。

## 経歴
東京府（現東京都）出身。放送劇が好きであり、慶應義塾大学文学部卒業後、TBS放送劇団に入団。その後、青年工房、富士放送プロ、土の会、七の会、劇団河に所属していた。
2015年11月25日午後10時頃、クモ膜下出血のため東京都杉並区内の自宅で死去、80歳没。11月26日、『サザエさん』12月6日放送分の収録に出演する予定であったが、集合時間を過ぎても現場に姿を見せず、連絡も取れなかったことから、アニメスタッフがマネージャーや白川の実弟と一緒に自宅アパートを訪れたところ、風呂場の浴槽で顔が水に浸かった状態で倒れ亡くなっているのが発見された。体調不良などはなく、前週の『サザエさん』の収録に参加しており、関係者は「年齢的なものはありましたが、元気に仕事しておりました」と話している。同年11月27日放送分の『ドラえもん（テレビ朝日版第2期）』では追悼のテロップが流れた。『サザエさん』最後の出演は、2015年11月29日放送の「ワカメ放送局」の回が最後となった。

## 人物
声種はアルト。
趣味は旅。特技はフラワーデザイン。

## 後任
白川の死後、持ち役を引き継いだ人物は以下の通り。
| 後任     | 役名   | 概要作品       | 後任の初担当作品     |
| -------- | ------ | -------------- | -------------------- |
| 落合るみ | 中島弘 | 『サザエさん』 | 2015年12月13日放送回 |

## 出演
太字はメインキャラクター。

### テレビアニメ
1965年
- 宇宙エース（エース）
- 宇宙少年ソラン（偽ソラン）
- 怪盗プライド（チェック）
- 鉄腕アトム（第1作）

1966年
- とびだせ!バッチリ（バッチリ）
- 魔法使いサリー（第1作）（1967年 - 1968年、けんちゃん、ドン、渋谷、健太、五郎、勉）

1967年
- 冒険少年シャダー（ロコ）

1968年
- ゲゲゲの鬼太郎（第1作）
- サイボーグ009

1969年
- アタックNo.1（秋月〈2代目〉）
- タイガーマスク（佐々木二郎）
- 忍風カムイ外伝（太吉）
- ハクション大魔王（ボケちゃん、金田、春夫）
- ひみつのアッコちゃん（第1作）（1969年 - 1970年、モコ、トモ）
- もーれつア太郎（1969年版）（テル）

1970年
- 巨人の星（1970年 - 1971年）

1971年
- サザエさん（1971年 - 2015年、中島弘〈初代〉、裏のおばあちゃん〈初代〉、タケオ〈初代〉、イカ子〈初代〉、堀川〈初代〉）
- アニメンタリー 決断
- 新オバケのQ太郎（ハカセ、大原伸一）
- ゲゲゲの鬼太郎（第2作）（1971年 - 1972年）
- 魔法のマコちゃん

1972年
- 科学忍者隊ガッチャマン（チンチロ、少年）
- 樫の木モック（ジーノ）
- さるとびエッちゃん
- 魔法使いチャッピー（荒井一平）

1973年
- けろっこデメタン（パア助）
- ジャングル黒べえ
- 新造人間キャシャーン（マリオ）

1974年
- 昆虫物語 新みなしごハッチ

1975年
- 宇宙の騎士テッカマン（少年）
- グレートマジンガー（浜川陽一）
- タイムボカン（ゴエモン君、ピノキオ、ジム、少年）
- フランダースの犬（アンドレ）

1976年
- 大空魔竜ガイキング（ペーラ）
- はじめ人間ギャートルズ
- 母をたずねて三千里（ドメニコ）
- ブロッカー軍団IVマシーンブラスター（ケン）
- ポールのミラクル大作戦（1976年 - 1977年、ポール）

1977年
- 恐竜大戦争アイゼンボーグ（マモル、次郎、ツトム）
- ヤッターマン（グレートル、スシ王、ケン、タヌキ）

1978年
- 家なき子（アレクシス・アキャン）
- 科学忍者隊ガッチャマンII（ハリー）
- 女王陛下のプティアンジェ（トニー）
- ペリーヌ物語（孫）
- 魔女っ子チックル （岩田のぼる）
- 若草のシャルロット（ルネ）

1979年
- ゼンダマン（スリム）
- 花の子ルンルン（ミシェル）
- 未来ロボ ダルタニアス（少年）

1980年
- ドラえもん（テレビ朝日版第1期）（1980年 - 2005年、出木杉英才）
- トム・ソーヤーの冒険（シッド）
- ニルスのふしぎな旅（グレイスキン）

1981年
- 鉄腕アトム（第2作）（プーラ、ミツル）
- とんでも戦士ムテキング（よしお）
- じゃりン子チエ（映画の中の少年）

1983年
- フクちゃん（イチローくん）

1986年
- ゲゲゲの鬼太郎（第3作）（よし夫）

2014年
- スペース☆ダンディ（ヒロシ）

### 劇場アニメ
1980年代
- ドラえもん のび太の大魔境（1982年、出木杉）
- ドラえもん のび太の魔界大冒険（1984年、出木杉）
- ドラえもん のび太の宇宙小戦争（1985年、出木杉）
- ドラえもん のび太のパラレル西遊記（1988年、出木杉）

1990年代
- ドラえもん のび太の創世日記（1995年、出木杉）
- ドラえもん のび太のねじ巻き都市冒険記（1997年、プピー）
- のび太の結婚前夜（1999年、出木杉）

2000年代
- ドラえもん のび太と翼の勇者たち（2001年、出木杉）

### ゲーム
- 魔女っ子大作戦（1999年、モコ）
- キッズステーション ドラえもん ひみつのよじげんポケット（2001年、出木杉英才）

### 吹き替え

#### 映画
- 愛情物語
- ターザンの凱歌（ボーイ〈ジョン・シェフィールド〉）
- ターザンの猛襲（ボーイ〈ジョン・シェフィールド〉）
- ベニイ・グッドマン物語
- 炎のロシア戦線（ニーナ〈タマラ・トマノヴァ〉）

#### ドラマ
- うちのママは世界一（ジェフ・ストーン〈ポール・ピーターソン〉）2代目
- 奥さまは魔女（ヘンゼル）
- サンセット77 「愛と欲」
- ジェミーの冒険旅行（ポール王子）
- 0011ナポレオン・ソロ（スージー）
- ドビーの青春（ゼルダ〈ジュリア・ジェームズ〉）

#### 海外アニメ
- スヌーピーとチャーリー（フランクリン）
- ドラゴン水滸伝（太郎）

#### 人形劇
- サンダーバード（ニッキー）

### 特撮
- ウルトラマンZOFFY ウルトラの戦士VS大怪獣軍団（M1号の声）
- ウルトラ6兄弟VS怪獣軍団（アナンの声）
- チビラくん（フラミンゴの声、カミナリの声、雷の子の声）

### テレビドラマ
- 七人の刑事
- 太陽にほえろ! 第311話「ある運命」（1978年、NTV）※白河澄子名義